# SVT Drama
SVT Drama är Sveriges Televisions produktions- och utvecklingsavdelning för drama.

## Historia
Se även: TV-teater i Sverige
Se även: Förteckning över dramaproduktioner i SVT
Drama har visats i svensk television sedan starten. I december 1954 visades inom ramen för Radiotjänsts provsändningar pjäsen När man köper julklappar, en akt ur Anatols julafton. Detta har betraktats som starten för det svenska TV-dramat. TV-teaterns första chef blev Henrik Dyfverman
TV höll sig länge med fasta skådespelarensembler. Dessa avvecklades dock under 1980-talet.
I samband samordningen av SVT:s kanaler 1996 föddes varumärket SVT Drama när dramaverksamheten i Stockholm (tidigare Kanal 1 Drama) till viss del samordnades med den i Göteborg och Malmö. År 2003 meddelade SVT att man skulle dra ner i Malmö. Efter detta har SVT:s dramaproduktion koncentrerats till Stockholm och Göteborg.
Historiskt har en stor andel av de dramer som visats i SVT varit egenproduktioner, men med tiden har allt mer produktion lagt ut på externa produktionsbolag. År 2012 lämnade SVT Drama "Fiktionshuset" i Värtahamnen som använts för dramaproduktion i egen regi. När serien De dagar som blommorna blommar producerades våren 2018 var det den sista serien SVT producerade i egen regi.

## Chefer
SVT Drama Stockholm
- Ingrid Dahlberg, 1986-1996 (Kanal 1 Drama)
- Maria Curman, 1996-1999
- Daniel Alfredson, 2000-2007
- Stefan Baron, 2007-2012
- Christian Wikander, 2012[2]-2016
- Anna Croneman 2017- [3]

SVT Drama Göteborg
- Gunnar Carlsson, 1996-1999
- Magdalena Jangard, 1999-2004
- Christian Wikander, 2005-2012
- Mette Friberg, 2012[4]-2014
- Christian Wikander, 2014-2016

## Källhänvisningar
1. ↑  Anna Croneman: "Drama ska göra något för alla", Vipåtv, 23 februari 2018
2. ↑  Stefan Baron Details SVT Drama's New Projects And Leadership, Nordisk Film & TV Fond, 18.01.2013
3. ↑  Wilson, Catarina. ”Anna Croneman ny dramachef på SVT”. SVT. http://www.svt.se/omsvt/anna-croneman-ny-dramachef-pa-svt. Läst 1 februari 2017.
4. ↑  Friberg ny drama-chef i Göteborg, DN Kultur, 2012-04-11